# Герб Портела
Ге́рб Порте́ла — офіційний символ містечка Портел, Португалія. Використовується як територіальний герб. У срібному щиті червоний мальтійський хрест, довкола якого сім червоних веж із синіми вікнами і брамами. Щит увінчує срібна мурована містечкова корона з чотирма вежами.  Під щитом біла стрічка, на якій великими літерами напис португальською: «vila de Portel» (містечко Портел).  Офіційно затверджений 29 лютого 1936 року.  

## Галерея

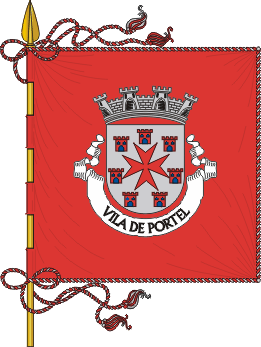
Прапор